# عزلة الجميحة (ذمار)

تعديل مصدري - تعديل

عزلة الجميحة هي إحدى عزل مديرية جبل الشرق في محافظة ذمار اليمنية ويبلغ تعداد سكانها 1214 نسمة حسب التعداد السكاني في اليمن لعام 2004.

## روابط خارجية
- الجهاز المركزي للإحصاء بالجمهورية اليمنية
- المركز الوطني للمعلومات باليمن
- World Gazetteer:Yemen
- الدليل الشامل